# Ameiridae
Ameiridae  zijn een familie van eenoogkreeftjes. De wetenschappelijke naam van de familie werd voor het eerst geldig gepubliceerd in 1865 door Jonas Axel Boeck.

## Taxonomie
De volgende taxa zijn bij de familie ingedeeld:
- Abnitocrella Karanovic, 2006
- Abscondicola Fiers, 1990
- Ameira Boeck, 1865
- Ameiropsis Sars G.O., 1907
- Ameiropsyllus Huys, 2009
- Anoplosomella Strand, 1929
- Antillesia Humes, 1958
- Biameiropsis Karanovic, 2006
- Cancrincola Wilson C.B., 1913
- Filexilia Conroy-Dalton & Huys, 1997
- Glabrameira Conroy-Dalton & Huys, 1997
- Haifameira Por, 1964
- Leptameira Huys, 2009
- Leptomesochra Sars G.O., 1911
- Limameira Soyer, 1975
- Malacopsyllus Sars G.O., 1911
- Neocancrincola Mane-Garzon & Sobota, 1974
- Nitokra Boeck, 1865
- Parapseudoleptomesochra Lang, 1965
- Parevansula Guille & Soyer, 1966
- Proameira Lang, 1944
- Psammameira Noodt, 1952
- Pseudameira Sars G.O., 1911
- Pseudoameiropsis Pallares, 1982
- Pseudoleptomesochrella Lang, 1965
- Psyllocamptus Scott T., 1899
- Sarsameira Wilson C.B., 1924
- Sicameira Klie, 1950
- Stenocopia Sars G.O., 1907